# 46 الاشتباه (مسلسل)
مسلسل 46 yok olan مسلسل تركي، من بطولة: ميليس بيركان، إيردال بيتشيك أوجلو، ياسمين ألين، سايجين سويسال، بيركان سال، ميتين بيلجين، ايشا ايرين.

## القصة
طبيب اسمه مراد (اردال) من أفضل المهندسين الوراثيين في تركيا، والده هو أستاذ البيولوجيا الجزيئية وعلم الوراثة قسم في جامعة الأسس، تعاني أخته من مرض مزمن غير قابل للشفاء وفي غيبوبة منذ 5 سنوات، إيزو شقيقة مراد وقعت تحت تأثير المخدرات التي تعاطتها بجرعات عالية ودخلت في غيبوبة، بسبب إدمان مضادات الاكتئاب، كَرَّسَ مراد حياته من أجل إيجاد العلاج، لدرجة أنه حول الطابق السفلي من المنزل إلى مختبر كامل، وعكف على محاولة تطوير دواء من خلال اتصال مع المخ في الجهاز العصبي للجسم وفي خِضم الكتشف عن الدواء يجد نفسه في لحظة من مؤامرة كبيرة وأيضا يبحث في جريمة مقتل والده المجهولة وقام بسرقة شراب من أحد المشعوذين وقام بخلطه مع دواء صنعه بنفسه ويحقن أخته به وأيضا يحقن نفسه به وعندما يحقن نفسه يتحول إلى شخص اخر ويقوم بقتل الرجال المتورطين بمقتل والده وعندما يعود إلى طبيعته لا يتذكر شيء.

## الشخصيات

### الشخصيات الرئيسية
| الفنان              | الشخصية      | الحلقات | الدور                                                                  |
| ------------------- | ------------ | ------- | ---------------------------------------------------------------------- |
| إيردال بيتشيك أوجلو | Murat Günay  | 1-13    | Moleküler Biyoloji ve Genetik profesörü, Günay Hastaneleri'nin sahibi. |
| ياسمين ألين         | Selin Acar   | 2-13    | Cinayet Büro'da Komiser.                                               |
| ميليس بيركان        | Ceyla Yılmaz | 1-13    | Murat Günay'ın hastanesinde çalışan psikiyatr. Tek hastası Ezo'dur.    |
| سايجين سويسال       | Doğan Yüce   | 2-13    | رئيس المفتشين                                                          |
| بيركان شال          | Salim        | 1-13    | سائق مراد ومساعده وصديقه                                               |
| ايشا ايرين          | Ezo Günay    | 1-13    | Murat Günay'ın kardeşi. 5 yıldır komadadır.                            |
| ميتين بيلجين        | Ferit Günay  | 1-13    | Murat Günay'in amcası. Emekli istihbaratçıdır.                         |
| اوزاي فيتشات        | Suzan Yılmaz | 1-13    | Ceyla Yılmaz'ın annesi.                                                |
| Aytek Şayan         | Mert         | 2-13    | Cinayet Büro'da Komiser.                                               |
| سونا يلديز اوغلو    | Yıldız       | 4-13    | Ferit Günay'ın eski eşidir.                                            |
| Gülşah Ertuğrul     | Füsun Günay  | 5-13    | Ferit ve Yıldız'ın kızı.                                               |
| Sedat Mert          | Necmi        | 4-13    | Ferit Günay'ın eski yardımcısı.                                        |

## الشخصيات الثانوية
| الفنان            | الشخصية                  | الحلقات                                              |
| ----------------- | ------------------------ | ---------------------------------------------------- |
| Selin Uludoğan    | Sude سودا                | Neşe'nin yeğenidir. Şamanizm ile ilgilenmektedir.    |
| Haktar Balaban    | Ayhan Yılmaz ايهان يلماز | والد جيلاء.                                          |
| Metin Göksel      | ريها جوناي               | والد مراد جوناي.                                     |
| Eda Erol          | نيشا                     | Ferit Günay'ın sevgilisidir. Sude'nin de teyzesidir. |
| Buse Kara         | Zuhal زهال               | الممرضة المسؤولة عن ايزو                             |
| Adem Aydil        | Ömer الدكتورعمر          | الطبيب المسؤول عن ايزو                               |
| Bahtiyar Engin    | Seyfi سيفي               | Restoran sahibi.                                     |
| Fatih Topçuoğlu   | Süha                     | Yıldız'ın yanında çalışan görevli.                   |
| Eser Ali Yıldırım | Vecdi                    | Yıldız'ın yanında çalışan görevli.                   |
| Serdar Aker       | Üzeyir                   | Selin Acar'ın Bursa'daki eski amiri.                 |
| Bülent Tapıcı     | Cihan                    | Organize Şube'de Komiser.                            |
| Tekin Temel       | Altan Demirci            | Asım Demirci'nin oğludur.                            |
| Murat Tüzün       | Semih سميح               | أحد رجال التان.                                      |

## روابط خارجية
- 46 الاشتباه على موقع IMDb (الإنجليزية)
- 46 الاشتباه على موقع نتفليكس (الإنجليزية)
- 46 الاشتباه على موقع كينوبويسك (الروسية)
- 46 الاشتباه على موقع قاعدة بيانات الفيلم (الإنجليزية)